# Pisárky
Pisárky este o arie protejată (arie specială de conservare — SAC, sit de importanță comunitară — SCI) din Republica Cehă întinsă pe o suprafață de 70,7 ha, integral pe uscat.

## Localizare
Centrul sitului Pisárky este situat la coordonatele 49°11′32″N 16°33′15″E / 49.192222°N 16.554167°E.

## Înființare
Situl Pisárky a fost declarat sit de importanță comunitară în aprilie 2005 pentru a proteja 1 specie de animale. Situl a fost protejat și ca arie specială de conservare în ianuarie 2017.

## Biodiversitate
Situată în ecoregiunea continentală, aria protejată nu include niciun habitat protejat.
La baza desemnării sitului se află o specie protejată de  nevertebrate: rădașcă (Lucanus cervus).